# Харпије
Харпије (грч. Harpyiai, лат. Harpyiae) су у грчкој митологији биле кћерке морског бога Тауманта и океаниде Електре. Персонификују мрачне облаке гоњене ветром.

## Карактеристике
Харпије су биле богиње оштрог и брзог ветра, односиле су душе мртвих у Хад и веома ретко су се мешале у живот богова и људи.
Харпије:
- Аело - Окретна попут олује или горопадна
- Келено - Тамна, а позната и као брзонога
- Окипета - Брзолета, као вихор

### Харпије у митовима
- Хомер, у својим делима их спомиње неколико, али по имену само Подаргу.
- Хезиод спомиње Елу и Окипету.
- Вергилије спомиње Окипету.
- Хесиод их је у својој Теогонији назива предивним створењима са дугачком и лепом косом.

Харпије су, на самом почетку биле приказиване као не баш лијепа створења, као одвратне, смрдљиве жене са птичијим телом, а како је време пролазило слика Харпија се мењала, па су их почели приказивати прекрасним створењима сличним сиренама.
У средњем веку Харпије су се звали и девице - орлови.

## Митологија
Осим Тауманта и Електре, као њихови родитељи се наводе и Тифон и Ехидна. 
Једна од Харпија је, по Хомеру који у Илијади пише да је она са Зефиром, западним ветром, била мајка Ахилејевих коња. 
Најистакнутија улога им је била у миту о краљу и врачу Тракије, Финеју, којег су оне по жељи богова морале да казне вечном глађу због злочина што га је он починио над синовима из првог брака. 
Како би Финеј сео за сто, оне би одмах долетеле, појеле му јело, а оно што не би појеле, изгазиле би и загадиле изметом. 
Ово се свакодневно настављало све док није стигао Јасон с Аргонаутима на броду Арго. 
Два јунака Аргонаута, Калаис и Зет, синови бога северног ветра Бореја, који им је подарио крила, успели су отерати Харпије, све до Сирофадских острва у Јонском мору. Нису их убили јер им је Ирида обећала да Харпије више неће узнемиравати никога те су се оне вратиле у своју пећину на Криту. Захвалан за њихову помоћ, Финеј је Аргонаутима помогао рекавши им како да прођу Симплегаде, зачаране стене.